# Roslyn Brogue
Roslyn Brogue (16 février 1919 - 1er août 1981) est une pianiste, violoniste, professeur de musique, poète, auteur et compositrice américaine.

## Biographie
Elle nait en 1919 à Chicago, Illinois. Elle est diplômée de l'Université de Chicago en 1937, du Radcliffe College en 1943 et de l'Université Harvard en 1947 (doctorat).
Après avoir terminé ses études, elle enseigne à la Cambridge School of Weston (en), à l'Université Harvard et à l'Université de Boston. Elle prend un poste en 1962 d'enseignante au Department of Classics de l'Université Tufts puis au Département de musique,.
Elle épouse le compositeur Ervin Arthur Henning en 1944 dans le Massachusetts, ils divorcent vers 1969. Ils ont été parmi les premiers compositeurs à écrire des œuvres dodécaphoniques pour flûte à bec, Henning en 1951 et Brogue en 1955.
Brogue meurt à Beverly, Massachusetts en 1981. Ses papiers sont conservés à l'Université Tufts.
Elle a eu comme élève le compositeur Earle Brown.

## Œuvres
- Adoramus Te (1938) pour chœur SATB [1]
- Sonatina (1954) pour flûte, clarinette en si bémol et clavecin [1]
- Motet (1938) [1]
- Allegretto (1948) [1]
- Andante et variations (1954-1956) [1]